# Sainte-Honorine-la-Guillaume
Sainte-Honorine-la-Guillaume ist eine französische Gemeinde mit 348 Einwohnern (Stand 1. Januar 2022) im Département Orne in der Region Normandie.

## Geografie
Der Ort Sainte-Honorine-la-Guillaume liegt an der Straße D15, die in westliche Richtung nach Condé-sur-Noireau und in östliche Richtung über Putanges-Pont-Écrepin nach Argentan verläuft. Am westlichen Gemeinderand entlang fließt die Rouvre; an der Grenze zu La Carneille mündet die von der Nachbargemeinde aus kommende Gine in die Rouvre. Das Gemeindegebiet von Sainte-Honorine wird überdies von den Bächen Maufy, Guesnerie, Vallees und Onfrairies durchflossen. Wie große Teile der Region ist es geprägt von der Landschaftsform Bocage und umfasst vor allem Weiden, landwirtschaftlich genutzte Felder sowie kleine Waldgebiete.
Die Gemeinde grenzt an Bréel im Norden, La Forêt-Auvray im Nordosten, Saint-Aubert-sur-Orne im Osten, Chênedouit im Südosten, Craménil und Sainte-Opportune (Berührungspunkt) im Süden, Les Tourailles im Südwesten, La Carneille im Westen und Notre-Dame-du-Rocher im Nordwesten.

## Kultur und Geschichte
Die Existenz des Ortes ist seit dem 13. Jahrhundert belegt, doch wird vermutet, dass es bereits früher eine Siedlung gab. In wirtschaftlicher Hinsicht war er bis ins 19. Jahrhundert hinein von einem Steinbruch und der Weiterverarbeitung seiner Rohstoffe geprägt. Aufbauend darauf waren auch Handel und Handwerk stark vertreten. Nahe der Dorfkirche liegt eine von einem Wassergraben umgebene befestigte Anlage, die einst den Feudalherren gehörte und zur Verteidigung des Ortes diente. Daneben lag die Residenz der Herrscherfamilie, deren Name Guillaume sich im heutigen Gemeindenamen wiederfindet.

## Trivia
Im September 1998 geriet Saint-Honorine-la-Guillaume in die Schlagzeilen, als der deutsche ehemalige Terrorist Hans-Joachim Klein dort festgenommen wurde. Zuvor hatte er jahrelang im zur Gemeinde zählenden Weiler La Dandière unter falschem Namen gelebt.

## Bevölkerungsentwicklung
| Jahr      | 1962 | 1968 | 1975 | 1982 | 1990 | 1999 | 2006 | 2017 |
| Einwohner | 392  | 373  | 322  | 320  | 327  | 330  | 366  | 334  |

Während der Französischen Revolution lag die Bevölkerungszahl 1793 bei 1279 und verblieb in den nachfolgenden Jahrzehnten etwa auf diesem Niveau, wobei sie 1836 mit 1310 Bewohnern ihren Höchststand verzeichnete. In der zweiten Hälfte des 19. Jahrhunderts setzte eine starke Abnahme bis auf 750 Einwohner im Jahr 1901 ein. Anschließend fiel der Wert, besonders durch den Ersten Weltkrieg, weiter und 1982 wurde mit 320 Menschen ein historischer Tiefstand erreicht. Seither kommt es zu einem leichten Anwachsen der Bevölkerung.

## Persönlichkeiten, die im Ort gelebt haben
- Hans-Joachim Klein (1947–2022), deutscher Terrorist